# أروب ديبناث
أروب ديبناث (بالإنجليزية: Arup Debnath)‏ هو لاعب كرة قدم هندي في مركز حراسة المرمى، ولد في 15 يوليو 1987 في البنغال الغربية في الهند. لعب مع نادي إيست بنغال ونادي بونه ونادي طيران الهند.

## وصلات خارجية
- أروب ديبناث على موقع قاعدة بيانات كرة القدم.إي يو (الإنجليزية)
- أروب ديبناث على موقع Soccerway.com (الإنجليزية)